# Knapwell
Knapwell – wieś w Anglii, w hrabstwie Cambridgeshire, w dystrykcie South Cambridgeshire. Leży 13 km na północny zachód od miasta Cambridge i 83 km na północ od Londynu. W 2001 miejscowość liczyła 110 mieszkańców.